# Lamborghini Centenario

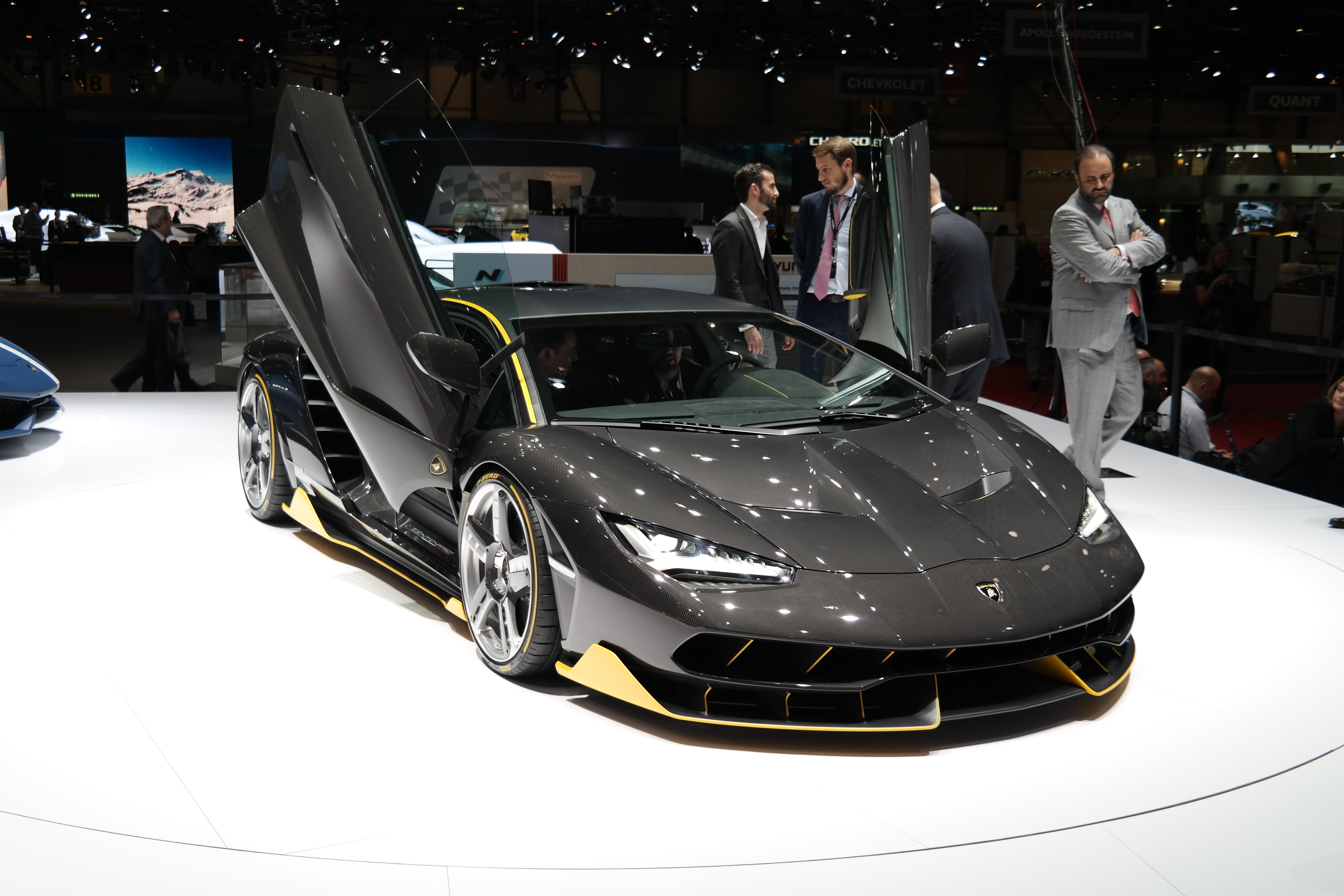
Lamborghini Centenario op de Autosalon van Genève, 2016

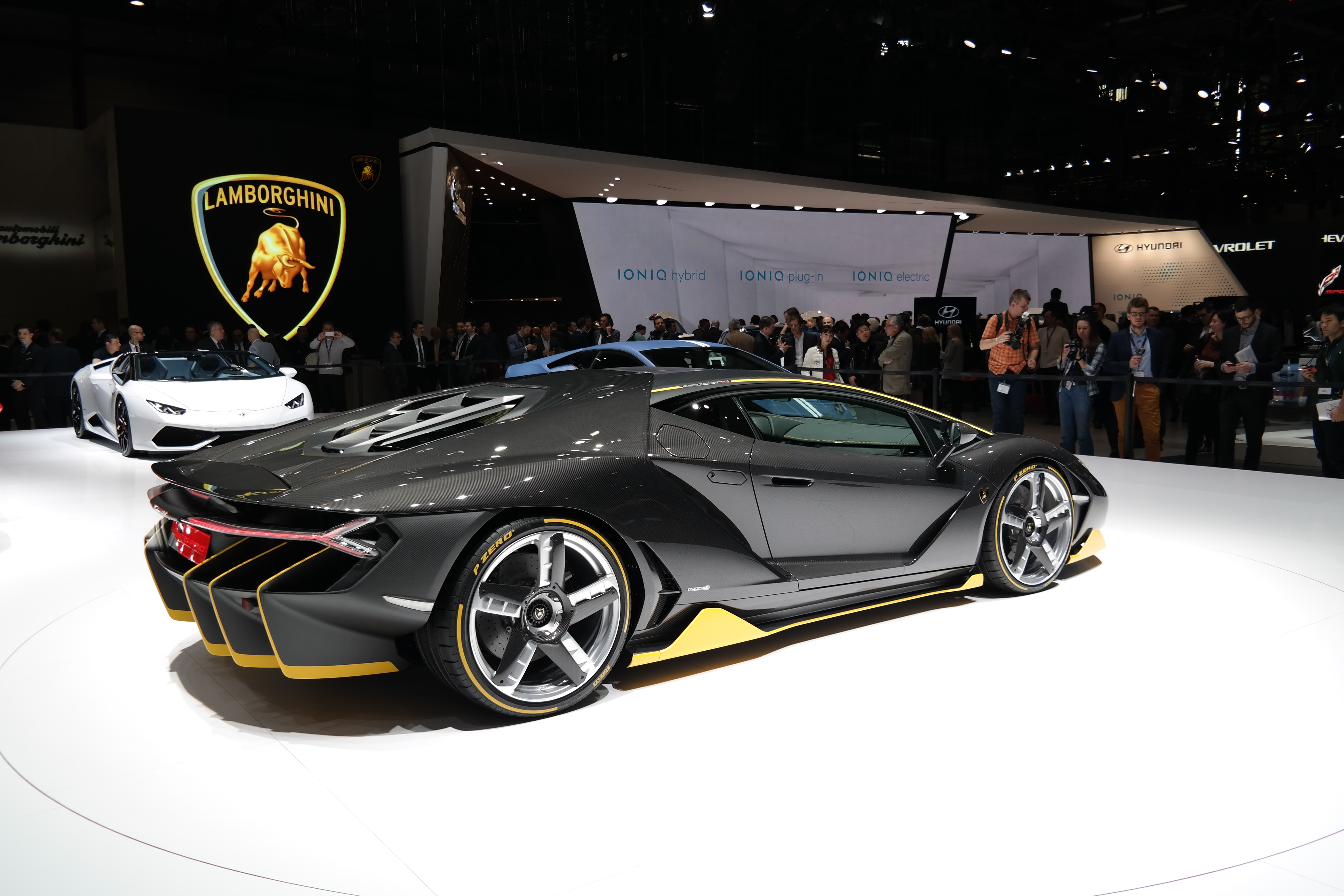
Lamborghini Centenario, achterkant

De Lamborghini Centenario (2017) is een eerbetoon voor de honderdste verjaardag van wijlen Ferruccio Lamborghini, de stichter van Lamborghini en is gebaseerd op de Aventador. Hij werd voorgesteld op de Autosalon van Genève in maart 2016.

## Technische eigenschappen
De Centenario heeft een 770 pk en een 690 Nm sterke 6,5 liter V12 onder de motorkap en weegt slechts 1,570 kg. Hiermee heeft hij een gewicht-kracht verdeling van 1,97 kg/pk. Hiermee kan de Centenario van 0 naar 100 km/h sprinten in slechts 2,8 seconden. De 0–200 km/h doet hij in 8,6 seconden en na 23,5 seconden wordt een snelheid van 300 km/h bereikt. Iets boven de 350 km/h ligt de topsnelheid. Bovendien heeft het voertuig sterke carbon-keramische remmen van 400 mm diameter vooraan en 380 mm achteraan, met allebei een dikte van 38 mm waarmee hij in amper 30 meter van 100 km/h tot stilstand komt.

## Beperkte fabricage
Er worden maar 40 exemplaren gemaakt, waarvan 20 Coupés en 20 Roadsters, en de Centenario heeft een basisprijs van €2.200.000.
Huidige modellen:
Huracán ·
Aventador ·
Urus
Uitvoeringen Lamborghini Gallardo:
Coupé ·
SE ·
Spyder ·
Superleggera ·
LP560-4 ·
LP560-4 Spyder ·
LP550-2 Valentino Balboni ·
LP570-4 Superleggera
Uitvoeringen Lamborghini Murciélago:
Coupé ·
Roadster ·
40th Anniversary ·
LP640 ·
LP640 Roadster ·
LP650-4 Roadster ·
LP670-4 SV ·
Reventón ·
Reventón Roadster
Oudere modellen:
350 GT · 
400 GT · 
Miura · 
Espada · 
Flying Star II · 
Islero · 
Jarama · 
Urraco · 
Countach · 
Silhouette · 
Jalpa · 
LM002 · 
Diablo · 
Murciélago ·
Gallardo
Concepten:
Alar ·
Asterion ·
Athon ·
Estoque ·
Sesto Elemento ·
Portofino